# Eduard Droogleever Fortuijn
Eduard (Edu) Droogleever Fortuijn (Oegstgeest, 24 december 1914 - Den Haag, 11 juli 1996) was een Nederlands jurist die van 1965 tot 1981 landsadvocaat was. Hij stond mede aan de wieg van het advocatenkantoor Pels Rijcken & Droogleever Fortuijn.
Droogleever Fortuijn werd geboren als zoon van dr. Aemilius Bernardus Droogleever Fortuyn, lector histologie aan de Universiteit Leiden, en diens vrouw Cornelia Elisabeth van Leijden, eveneens bioloog. Drooglever Fortuyn sr. stamde uit het in Nederland's Patriciaat opgenomen geslacht Droogleever Fortuyn; zijn halfbroer Pieter Droogleever Fortuyn was van 1928 tot 1938 burgemeester van Rotterdam. Toen Eduard 10 jaar oud was verhuisde zijn vader naar China waar hij anatomie ging doceren aan de Universiteit van Peking. De familie maakte aldus de Japanse inval in China mee. De jonge Eduard keerde later weer terug naar Nederland om zijn gymnasiumdiploma te halen en begon vervolgens aan een studie rechten aan de Universiteit Leiden, die hij in 1938 afrondde. Na zijn afstuderen en het afronden van zijn dienstplicht (als artillerie) werd Droogleever Fortuijn advocaat bij Nauta & Lambert te Rotterdam. Een jaar later stapte hij echter over naar het Haagse kantoor van van Nysingh & De Kanter; hij vond de Rotterdamse praktijk naar eigen zeggen te commercieel. Na enige jaren als advocaat bij Nysingh werd hij echter opgeroepen voor de dienstplicht en uitgezonden naar Nederlands-Indië om te dienen in de politionele acties. 
Teruggekeerd in Nederland kon Droogleever Fortuijn in 1949 niet meer terugkeren bij Nysingh, maar zijn oude werkgever vond voor hem een aanstelling bij het kantoor van jhr. mr. Gerrit Willem van der Does, de toenmalige landsadvocaat. Daar zou hij uiteindelijk vennoot (partner) worden. In 1965 lag het bij de pensionering van Van der Does voor de hand dat plaatsvervangend landsadvocaat Geb Scholten de functie zou overnemen, maar omdat die in plaats daarvan werd benoemd tot hoogleraar aan de Universiteit van Amsterdam werd Droogleever Fortuijn benoemd tot landsadvocaat. Twee jaar later zou de zoon van zijn voorganger, jhr. mr. Hanno van der Does, plaatsvervangend landsadvocaat worden. Het derde lid van de maatschap was mr. S.E. Gratama. Op 1 januari 1969 fuseerde het kantoor van Droogleever Fortuijn met dat van mr. Leonard Pels Rijcken, die een meer commerciële praktijk had en als vennoten jhr. C.H. Beelaerts van Blokland (zwager van Erik Hazelhoff Roelfzema), Everhard Korthals Altes en J. Pruim meebracht. Het nieuw gevormde kantoor van Pels Rijcken & Droogleever Fortuijn had zo een meer op de landsadvocatuur gerichte tak, die zich onder leiding van Droogleever Fortuijn vooral bezighield met zaken voor het ministerie van Defensie en Rijkswaterstaat, en een meer commerciële tak. In 1981 droeg Droogleever Fortuijn de functie van landsadvocaat over aan zijn kantoorgenoot mr. Everhard Korthals Altes en drie jaar later ging hij definitief met pensioen als advocaat, op de leeftijd van 70 jaar. Hij overleed in 1996 te Den Haag.
Droogleever Fortuijn was getrouwd met Catharina Titia "Nineke" van Berkum (gehuwd te Den Haag op 10 februari 1940). Hij was sinds 1972 ridder in de Orde van de Nederlandse Leeuw.